# سيسيل وثر
سيسيل وثر (بالإنجليزية: Cecil Lowther)‏ هو سياسي بريطاني (وحمل سابقاً جنسية المملكة المتحدة لبريطانيا العظمى وأيرلندا)، ولد في 1869، وتوفي في 1 نوفمبر 1940. حزبياً، نشط في حزب المحافظين. في الانتخابات الفرعية في مجلس العموم البريطاني ‏، انتخب عضو برلمان المملكة المتحدة الـ30 عن دائرة Appleby (UK Parliament constituency) ‏ (27 أكتوبر 1915 – 25 نوفمبر 1918) وفي الانتخابات الفرعية في مجلس العموم البريطاني ‏، انتخب عضو برلمان المملكة المتحدة الـ31 عن دائرة Penrith and Cockermouth (UK Parliament constituency) ‏ (13 مايو 1921 – 26 أكتوبر 1922).